# 汐止茄苳腳臺灣鐵路遺蹟
汐止茄苳腳臺灣鐵路遺蹟是位於臺灣新北市汐止區縱貫鐵路五堵車站與汐止車站之間的台灣清治時期鐵路路基結構（條石），現已移置至新北市汐止區大同路與茄苳路口旁高架鐵路橋下方的「茄苳腳鐵路遺蹟公園」展示。

## 概要
台灣第一條客貨運鐵路自基隆火車碼頭至新竹火車碼頭為止，由清代臺灣巡撫劉銘傳及其繼任者邵友濂主政闢建，1887年6月動工，1889年4月30日，台北至水轉腳間鐵路先行完工，同日設立水轉腳火車碼頭。而同年3月初，鐵路工程亦由水轉腳（今新北市汐止）往北向五堵一帶推進，路線在越過今日汐止車站東北側茄苳溪前後路段（水碓街與茄苳路之間），以條石（又稱基石）做為路基與橋梁基礎。
1998年起，臺北市區地下鐵路工程處開始進行臺北鐵路地下化專案東延南港工程（即南港專案），工程內容包含「汐止七堵鐵路高架化專案」……等。2003年7月中旬，在進行茄苳溪橋北岸的地基挖掘工程時，於地下1公尺半發現許多上下交錯的條石（基石），每條長度約1公尺、寬與高各30公分，經學者、地方文史工作者與臺灣鐵路管理局多方鑑定勘查，確認為台灣清治時期鐵路路基與橋梁基礎結構，事後2004年6月15日臺北縣政府公告為縣定古蹟，定名「汐止茄苳腳臺灣鐵路遺蹟」，臺灣鐵路管理局工務處則配合將這些條石（基石）暫時借放在秀峰高中。
2006年4月9日新五堵隧道口至汐科車站間鐵路高架化完工通車、2012年8月五堵車站至汐止車站間第3線高架鐵路亦完工，隔年通車，高架鐵路橋下空間獲得清理，於是臺鐵局工務處配合將這些基石由秀峰高中移回大同路與茄苳路口旁高架鐵路橋下「茄苳腳鐵路遺蹟公園」展示。

## 周邊
- 五堵車站
- 汐止車站
- 茄苳溪 (新北市)